# Короминас, Ферран
Ферран Короминас Телечеа (исп. Ferrán Corominas Telechea), известный как Коро (исп. Coro; род. 5 января 1983, Вилоби-де-Оньяр, Испания) — испанский футболист, игравший на позиции нападающего.

## Карьера
В 2001 году Коро стал выступать за резерв «Эспаньола» — «Эспаньол B». С сезона 2003/04 выступал за основную команду, проведя семь полноценных сезонов в Ла Лиге. В 2011 году перешел на сезон в аренду в клуб «Осасуна». С сезона 2012/13 перешел в клуб «Эльче», выступающий во Второй лиге Испании. По итогам сезона клуб получил повышение. В 2017 году стал выступать за кипрскую «Доксу». На данный момент является игроком индийского клуба «Гоа».

## Достижения
«Эспаньол»
- Обладатель Кубка Испании: 2005/2006
- Финалист Кубка УЕФА: 2006/2007

В сборной
- Чемпион Европы (до 19 лет): 2002
- Финалист Чемпионата мира (до 20 лет): 2003